# Calle sin retorno
Calle sin retorno (título original en inglés, Street of No Return) es una película franco-portuguesa realizada por el director estadounidense Samuel Fuller para el cine. Estrenada en 1989, es la penúltima película de Fuller y su guion se basa en una policiaca de David Goodis.
Parte de la banda sonora incluye composiciones de Keith Carradine interpretadas por él.

## Sinopsis
La película narra la historia de una estrella pop enamorado de una bailarina de un club nocturno, que terminará con el cuello cortado por el novio de ella. Con su carrera artística arruinada debido a ello, se convierte en un alcohólico vagabundo y será testigo de un complot inmobiliario para bajar el valor de las propiedades de un barrio, cuyos autores son aquellos que le cortaron el cuello. 

## Reparto
- Keith Carradine como Michael.
- Valentina Vargas como Celia.
- Bill Duke como el Teniente Borel.
- Andréa Ferréol como Rhoda.
- Bernard Fresson como Morin.